# Lycodon orientalis
Lycodon orientalis är en ormart som beskrevs av Hilgendorf 1880. Lycodon orientalis ingår i släktet Lycodon och familjen snokar. Inga underarter finns listade i Catalogue of Life.
Arten förekommer på öarna Honshu och Kyushu i Japan. Dessutom är ett fynd från ön Sjiasjkotan i norra Kurilerna (Ryssland) dokumenterad. Honor lägger ägg.